# Ben Spijkers
Ben Spijkers (né le 10 mars 1961) est un judoka néerlandais. Il participe aux Jeux olympiques d'été de 1988 dans la catégorie des poids moyens et remporte la médaille de bronze.

## Palmarès

### Jeux olympiques
- Jeux olympiques de 1988 à Séoul,  Corée du Sud
  -  Médaille de bronze